# Anastassija Sergejewna Woinowa
Anastassija Sergejewna Woinowa (russisch Анастасия Сергеевна Войнова; englische Transkription: Anastasia Voynova; * 5. Februar 1993 in Moskau) ist eine russische Radrennfahrerin und dreifache Weltmeisterin (Stand 2016), die hauptsächlich in Kurzzeitdisziplinen auf der Bahn aktiv ist. Sie ist eine der erfolgreichsten Bahnradsportlerinnen der 2010er Jahre.

## Sportliche Laufbahn
2010 wurde Anastassija Woinowa in Sankt Petersburg gemeinsam mit Jekaterina Gnidenko Junioren-Weltmeisterin in Montichiari im Teamsprint; dabei stellten die beiden Sportlerinnen mit 35,029 Sekunden einen neuen Juniorinnen Weltrekord über 500 Meter auf. Im Jahr darauf wurde sie dreifache Junioren-Weltmeisterin (im Teamsprint, im Sprint und im Kerin) sowie vierfache Europameisterin in der U23-Kategorie: im 500-Meter-Zeitfahren, im Keirin, im Sprint und im Teamsprint (mit Tamara Balabolina). 2012 errang sie zwei Europameistertitel (U23), im Teamsprint (mit Wiktoria Baranowa) und im 500-Meter-Zeitfahren, 2013 wurde sie U23-Europameisterin im Sprint.
2014 wurde Woinowa fünffache Europameisterin, in der U23-Kategorie errang sie zwei Titel und bei der Elite-EM drei Titel. Bei den UCI-Bahn-Weltmeisterschaften 2015 gewann sie Gold über ihre Paradedisziplin, die 500 Meter. In dieser Disziplin holte sie auch bei den UEC-Bahn-Europameisterschaften 2015 den Titel, mit der neuen Weltrekordzeit von 32,794 Sekunden. Mit Darja Schmeljowa gemeinsam wurde sie zudem erneut Europameisterin im Teamsprint.
2016 wurde Anastassija Woinowa in London zweifache Weltmeisterin, im 500-Meter-Zeitfahren sowie gemeinsam mit Schmeljowa im Teamsprint. Im selben Jahr wurde sie für die Teilnahme an den Olympischen Spielen in Rio de Janeiro nominiert. Gemeinsam mit Darja Schmeljowa errang sie die Silbermedaille im Teamsprint und belegte im Keirin Rang vier. Im Jahr darauf wurde sie erneut gemeinsam mit Schmeljowa Weltmeisterin im Teamsprint.
2016, 2017, 2018 und 2019 wurde Anastassija Woinowa mit Schmeljowa Europameisterin im Teamsprint, 2019 zudem Europameisterin im Sprint. Bei den UCI-Bahn-Weltmeisterschaften 2020 im Februar in Berlin errang sie hinter Emma Hinze die Silbermedaille im Sprint.
2021 startete Woinowa bei den Olympischen Spielen in Tokio und errang mit Darja Schmeljowa die Bronzemedaille im Teamsprint.

## Erfolge
2010

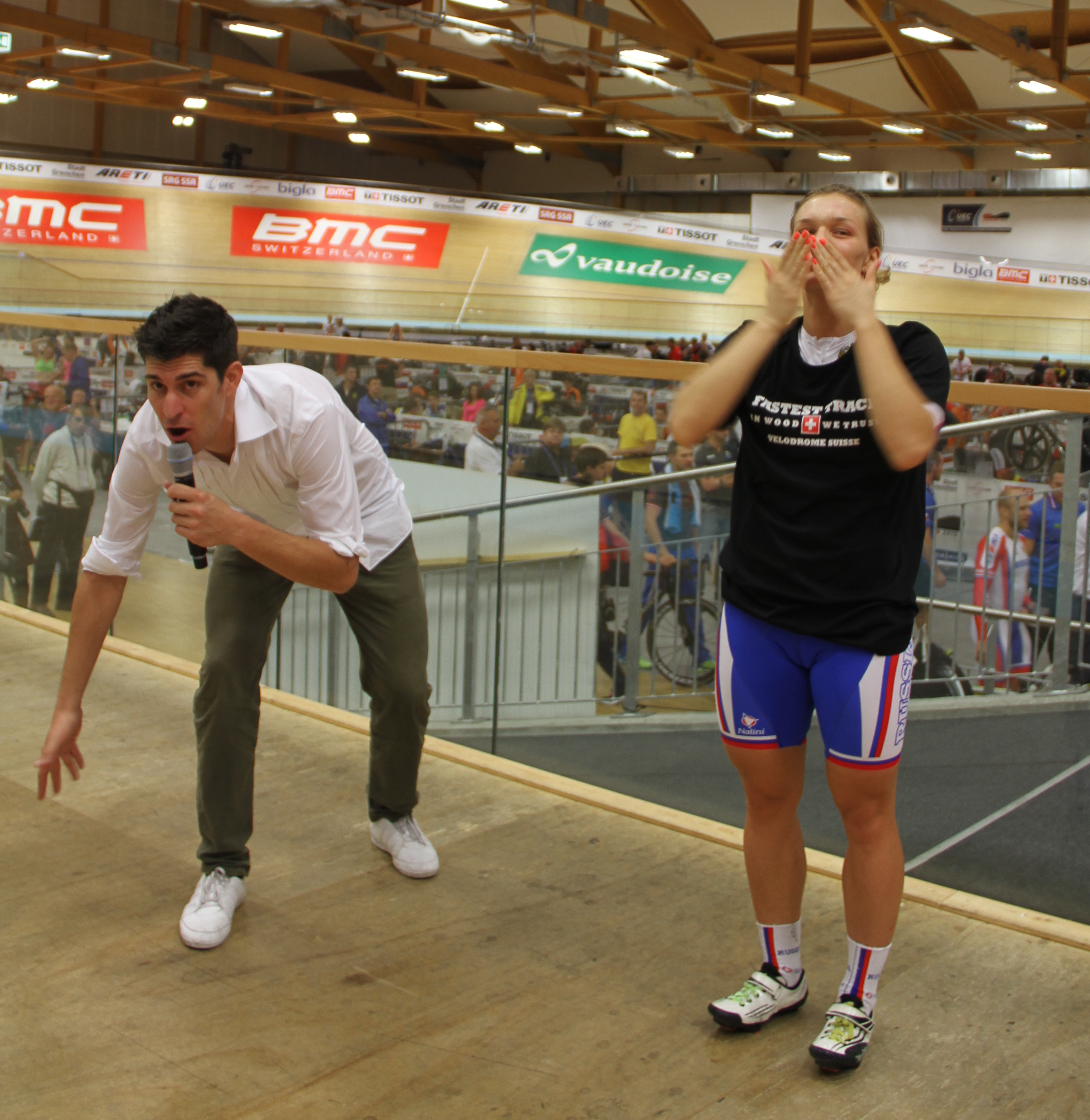
Nach ihrem Weltrekord bei der EM 2015 bedankt sich Anastassija Woinowa beim Publikum (links: Franco Marvulli)

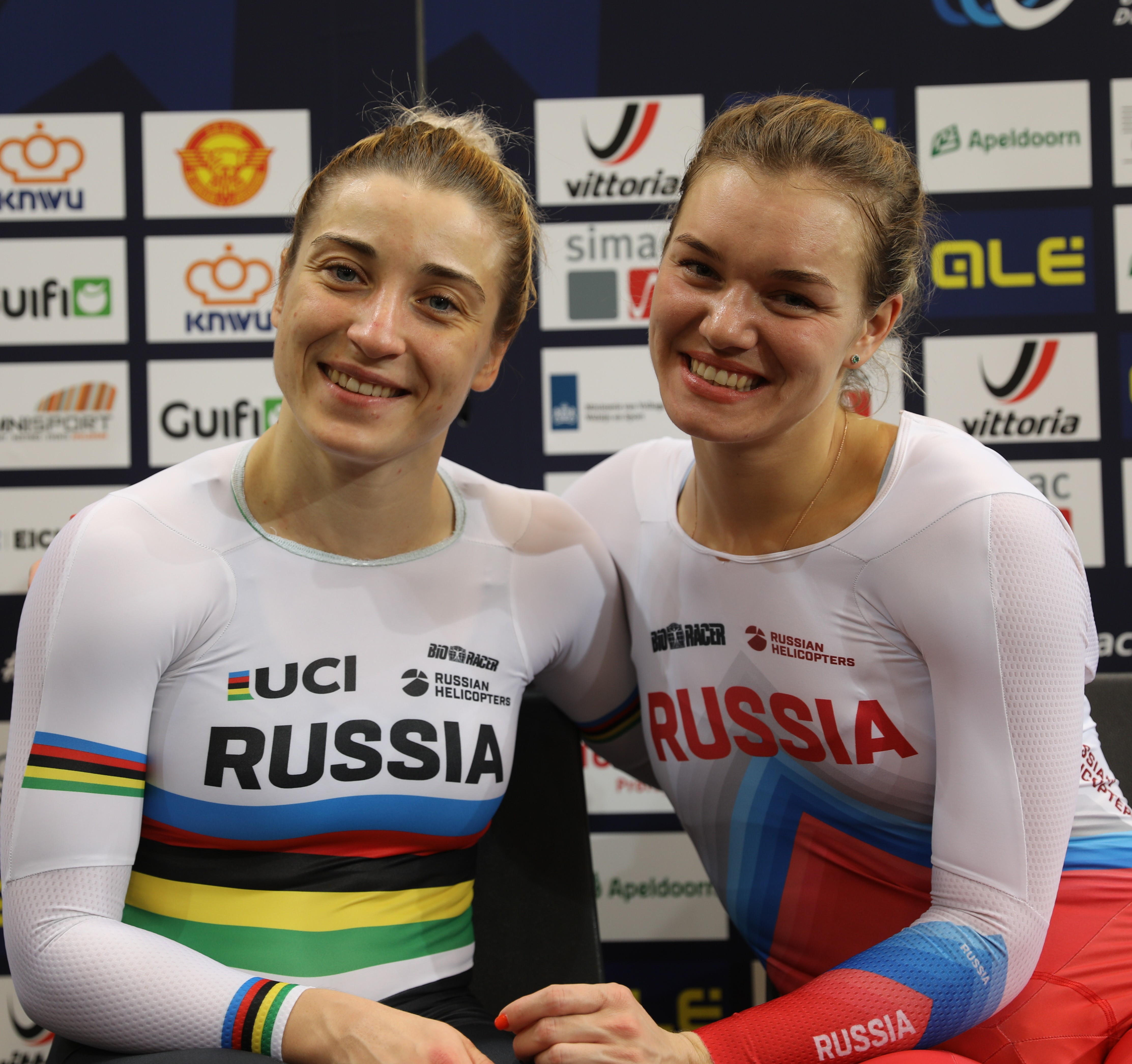
Woinowa (r.) mit Darja Schmeljowa, ihrer Standardpartnerin im Teamsprint

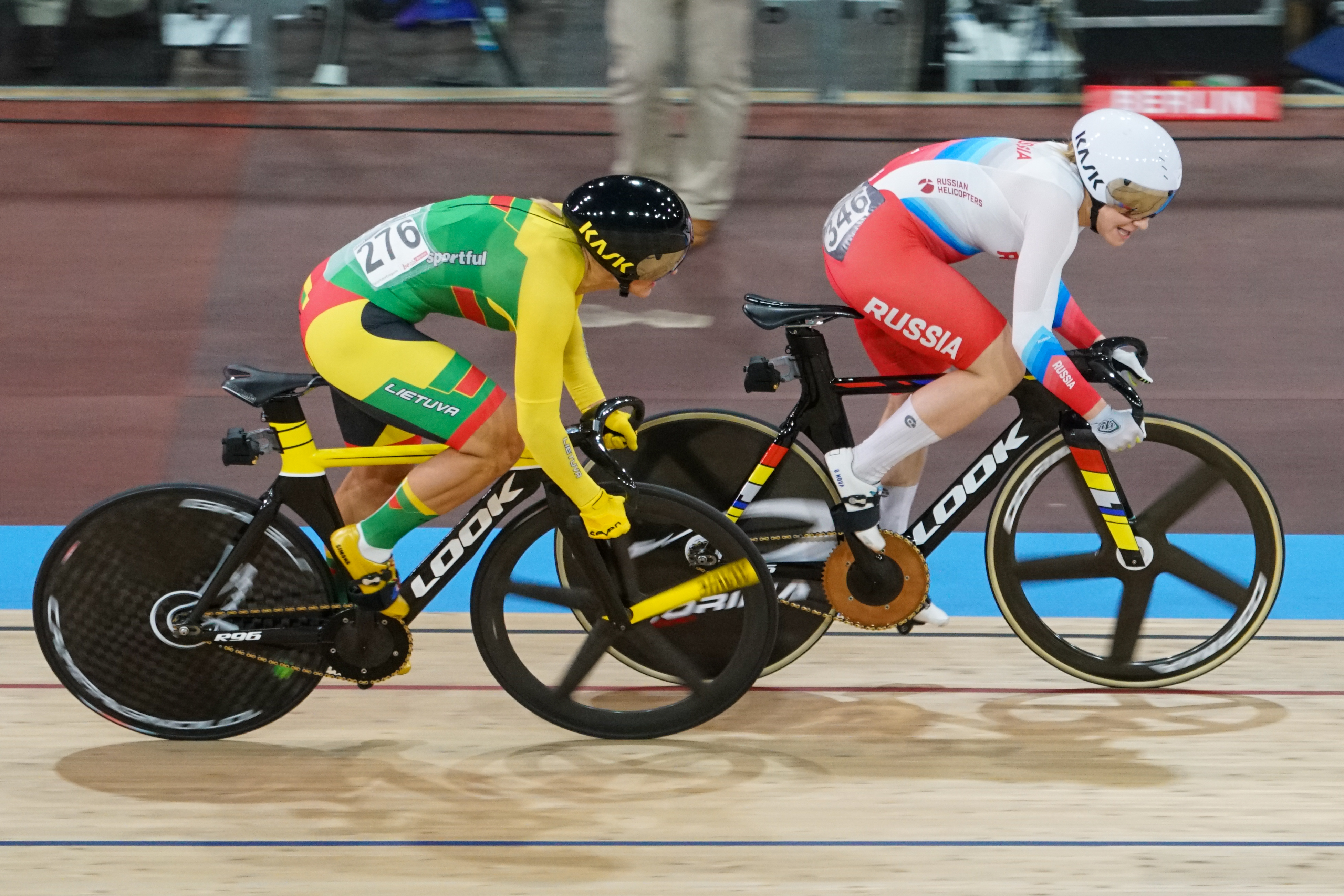
Woinowa bei der Bahn-WM 2020 im Viertelfinale des Sprints gegen Simona Krupeckaitė

- Junioren-Weltmeisterin – Teamsprint (mit Jekaterina Gnidenko)
- U23-Europameisterschaft – Teamsprint (mit Wiktoria Tjumnewa)
- Junioren-Europameisterin – Teamsprint (mit Jekaterina Gnidenko)
- Junioren-Europameisterschaft – 500-Meter-Zeitfahren

2011
- Junioren-Weltmeisterin – Sprint, Keirin, Teamsprint (mit Olga Strelzowa)
- Junioren-Europameisterin – Sprint, Keirin, 500-Meter-Zeitfahren, Teamsprint (mit Tamara Balabolina)
- Russische Meisterin – Teamsprint (mit Olga Strelzowa)

2012
- Europameisterschaft – Sprint, Teamsprint (mit Darja Schmeljowa)
- U23-Europameisterin – 500-Meter-Zeitfahren, Teamsprint (mit Wiktoria Baranowa)

2013
- U23-Europameisterin – Sprint
- Russische Meisterin – Sprint, 500-Meter-Zeitfahren

2014
- Weltmeisterschaft – 500-Meter-Zeitfahren
- Bahnrad-Weltcup in Guadalajara – 500-Meter-Zeitfahren
- Europameisterin – Sprint, 500-Meter-Zeitfahren Teamsprint (mit Jelena Breschniwa)
- U23-Europameisterin – Sprint, 500-Meter-Zeitfahren, Teamsprint (mit Darja Schmeljowa)

2015
- Weltmeisterin – 500-Meter-Zeitfahren
- Europameisterin – 500-Meter-Zeitfahren, Teamsprint (mit Darja Schmeljowa)
- Europameisterschaft – Sprint
- Europameisterin (U23) – 500-Meter-Zeitfahren, Sprint, Teamsprint (mit Darja Schmeljowa)

2016
- Olympische Spiele – Teamsprint (mit Darja Schmeljowa)
- Weltmeisterin – 500-Meter-Zeitfahren, Teamsprint (mit Darja Schmeljowa)
- Bahnrad-Weltcup in Hongkong – Teamsprint (mit Darja Schmeljowa)
- Europameisterin –  Teamsprint (mit Darja Schmeljowa)
- Europameisterschaft – 500-Meter-Zeitfahren
- Europameisterschaft – Sprint

2017
- Weltmeisterin – 500-Meter-Zeitfahren, Teamsprint (mit Darja Schmeljowa)
- Weltmeisterschaft – 500-Meter-Zeitfahren
- Bahnrad-Weltcup in Los Angeles – Teamsprint (mit Darja Schmeljowa)
- Europameisterin –  Teamsprint (mit Darja Schmeljowa)

2018
- Weltmeisterschaft – Teamsprint (mit Darja Schmeljowa)
- Russische Meisterin – Sprint, Teamsprint (mit Darja Schmeljowa)
- Europameisterin – Teamsprint (mit Darja Schmeljowa)
- Europameisterschaft – Sprint
- Weltcup in Berlin – Teamsprint (mit Darja Schmeljowa)

2019
- Weltmeisterschaft – Teamsprint (mit Darja Schmeljowa)
- Europaspielesieger – Sprint, Teamsprint (mit Darja Schmeljowa)
- Russische Meisterin – Sprint, Teamsprint (mit Darja Schmeljowa)
- Europameisterin – Sprint, Teamsprint (mit Darja Schmeljowa)

2020
- Weltmeisterschaft – Sprint
- Europameisterin – Sprint, Teamsprint (mit Darja Schmeljowa und Natalja Antonowa)
- Europameisterschaft – 500-Meter-Zeitfahren

2021
- Nations’ Cup in Sankt Petersburg – Sprint, Teamsprint (mit Natalja Antonowa und Jana Tyschtschenko)
- Olympische Spiele – Teamsprint (mit Darja Schmeljowa)
- Europameisterschaft – Teamsprint (mit Natalja Antonowa, Jana Tyschtschenko und Darja Schmeljowa)
- Weltmeisterschaft –  500-Meter-Zeitfahren, Teamsprint (mit Natalja Antonowa, Jana Tyschtschenko und Darja Schmeljowa)